# Bojong (Tenjo)
Bojong is een bestuurslaag in het regentschap Bogor van de provincie West-Java, Indonesië. Bojong telt 8515 inwoners (volkstelling 2010).